# Wiktor Tołkin

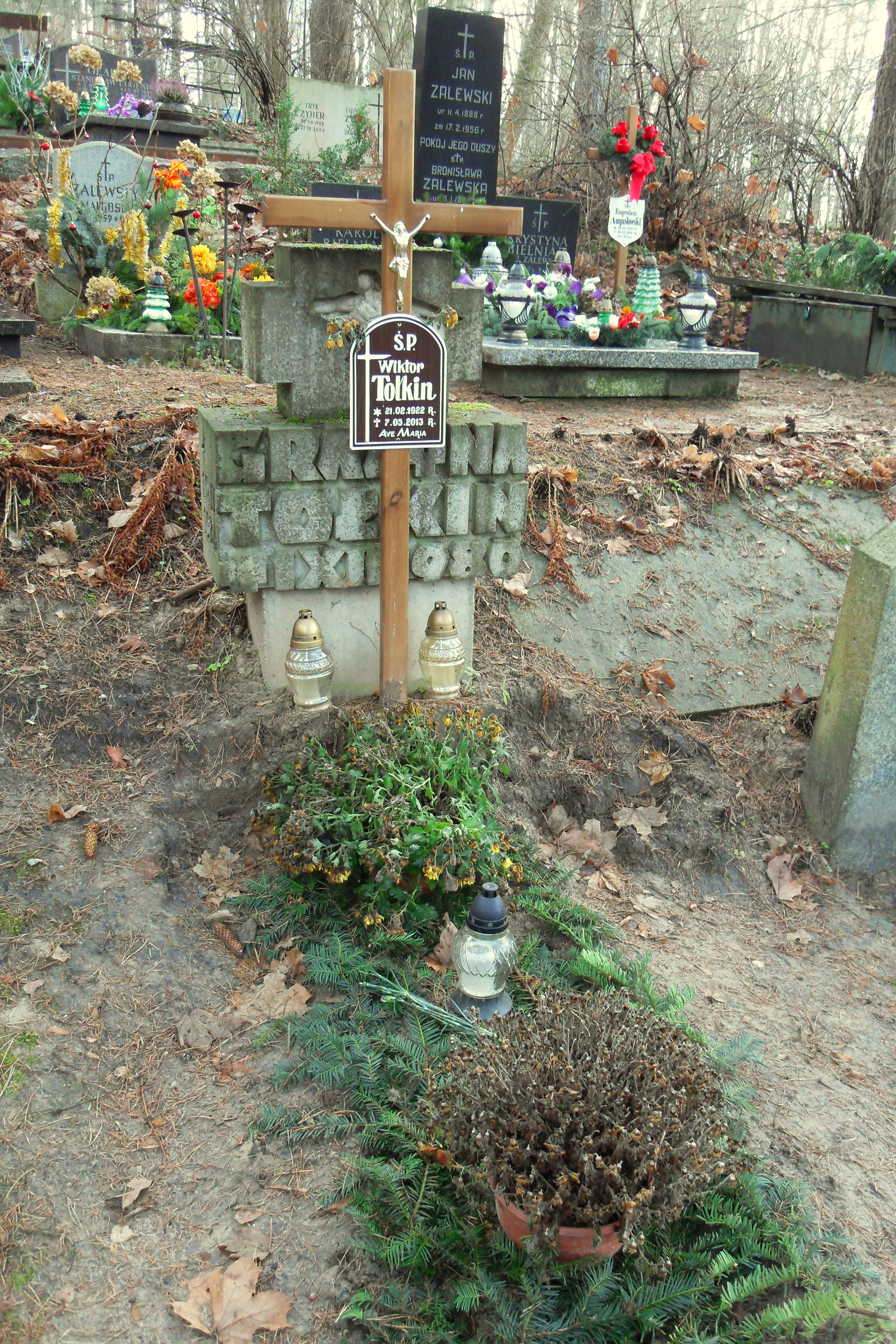
Grób na gdańskim Cmentarzu Srebrzysko

Wiktor Tołkin (ur. 21 lutego 1922 w Tołkaczach, zm. 7 maja 2013 w Gdańsku) – polski rzeźbiarz i architekt.

## Życiorys
W czasie II wojny światowej był członkiem Armii Krajowej. Aresztowany przez Gestapo, od 17 listopada 1942 do lutego 1944 przebywał w obozie koncentracyjnym Auschwitz. Został zwolniony dzięki staraniom rodziny, później walczył w powstaniu warszawskim, następnie był więźniem obozu jenieckiego w Sandbostel koło Bremy.
Absolwent Wydziału Architektury Politechniki Gdańskiej (1946–1952) oraz Wydziału Rzeźby Państwowej Wyższej Szkoły Sztuk Plastycznych w Gdańsku (1947–1954). Od 1952 pracował jako architekt w biurach projektów, po 1963 poświęcił się działalności artystycznej. Do końca lat 90. prowadził pracownię rzeźbiarską na Głównym Mieście w Gdańsku, przy ul. Mariackiej 3.
Jeden z głównych polskich twórców monumentalnej rzeźby pomnikowej; twórca martyrologicznych monumentów na terenach byłych niemieckich obozów Stutthof i Majdanek. Prace te są wielkimi kompozycjami o ekspresyjnych kształtach, wkomponowane w całe założenia architektoniczne.
Zajmował się też medalierstwem, projektowaniem i wystrojem wnętrz.
Artysta został pochowany na Cmentarzu Srebrzysko w Gdańsku (rejon VI, kwatera III, międzylesie, grób 89).

## Ważniejsze realizacje
- Pomnik Zaślubin Polski z Morzem w Kołobrzegu, odsłonięty 30 listopada 1963[3]

- Pomnik Walki i męczeństwa na terenie byłego hitlerowskiego obozu koncentracyjnego Stutthof, odsłonięty 12 maja 1968[4]

- Pomnik Walki i męczeństwa oraz Mauzoleum-panteon na terenie byłego hitlerowskiego obozu koncentracyjnego na Majdanku, odsłonięte w 1969[5]

- Walki i męczeństwa na Pawiaku w Warszawie

- Pomnik Czynu oręża w Płocku, odsłonięty w 1978

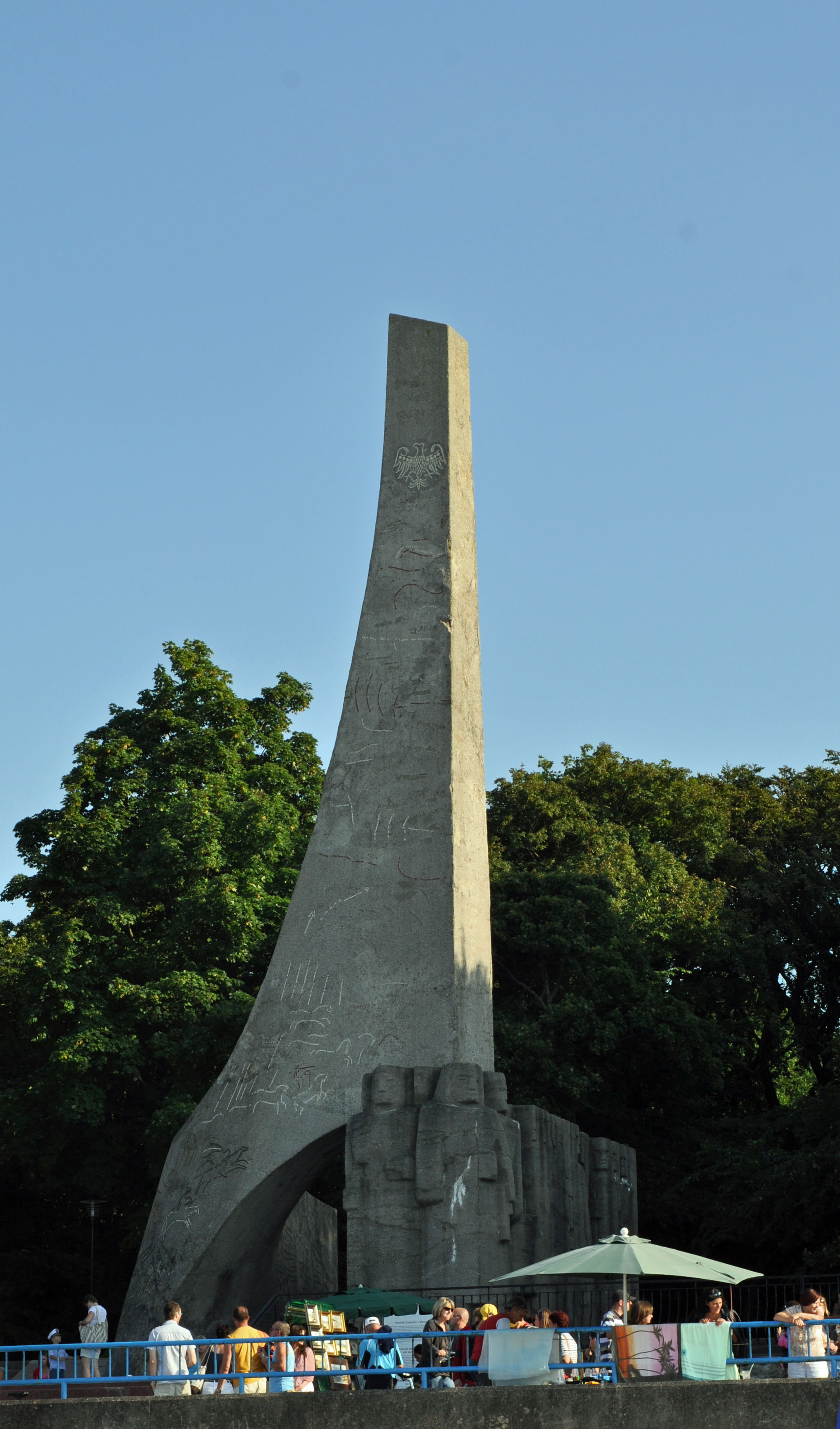
Pomnik Zaślubin Polski z Morzem, Kołobrzeg
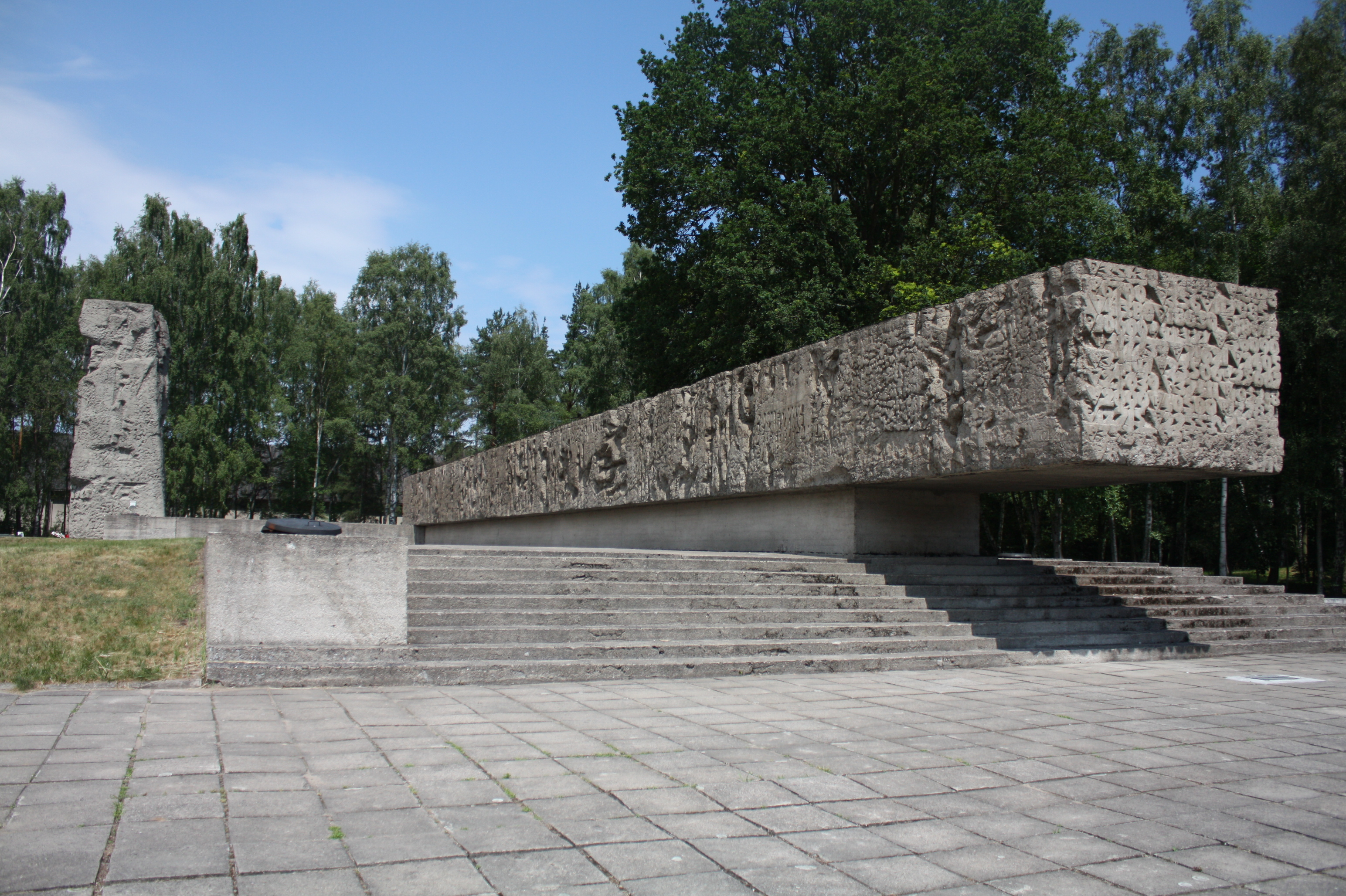
Pomnik Walki i męczeństwa, Sztutowo
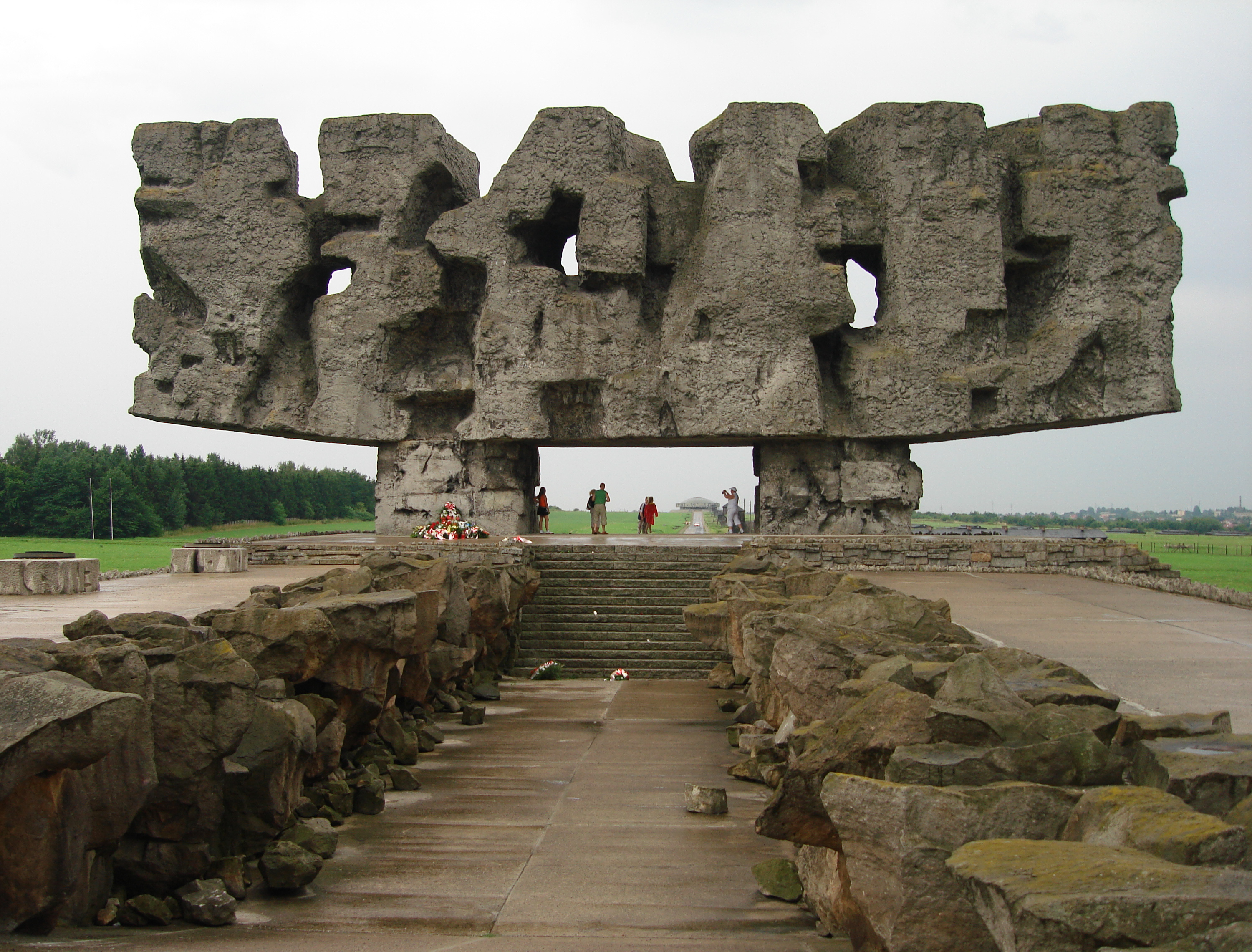
Brama Pomnika Walki i męczeństwa, Majdanek
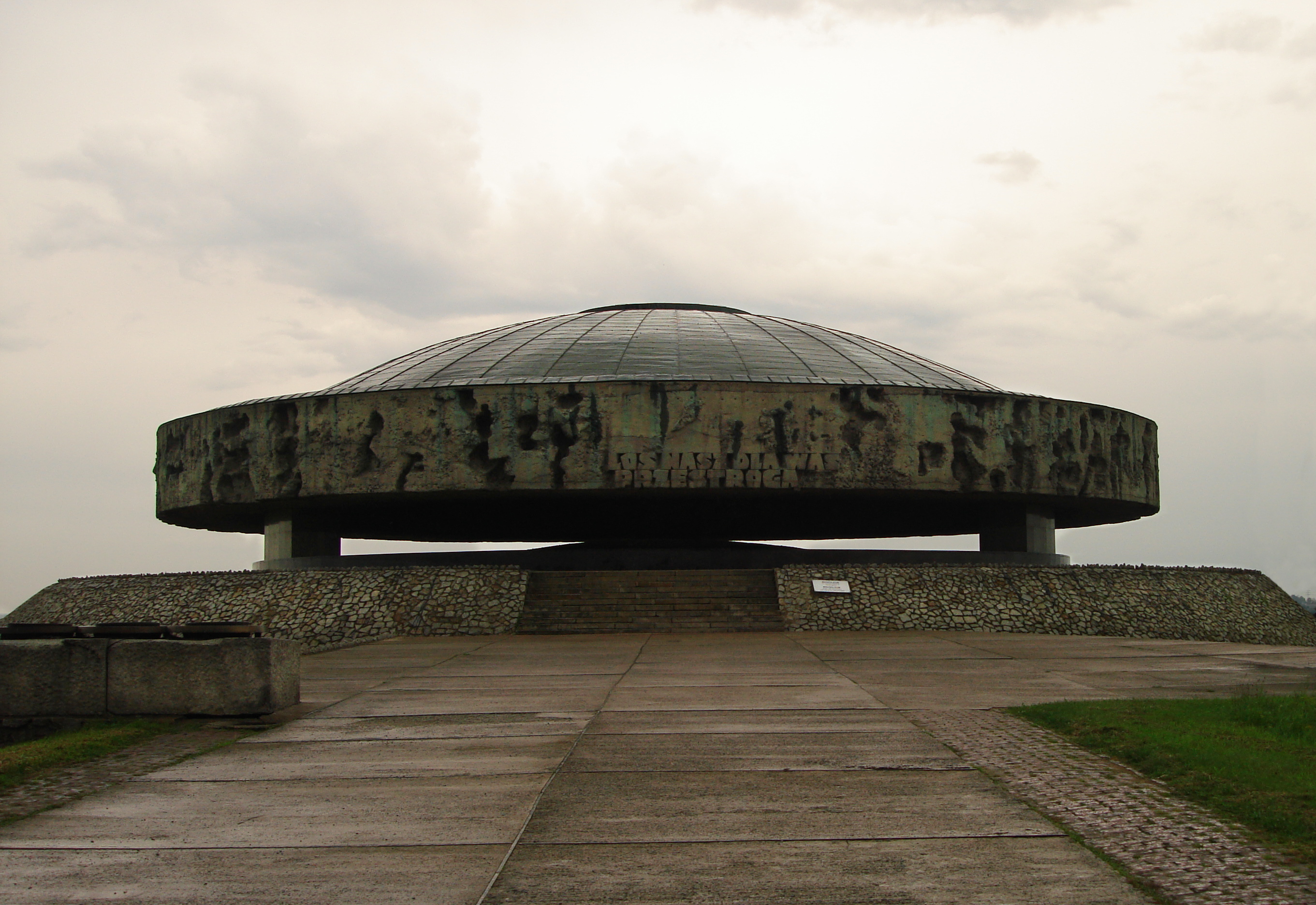
Mauzoleum, Majdanek